# Gibbosa celeris
Gibbosa celeris är en fjärilsart som beskrevs av Mikhail M. Omelko 1988. Gibbosa celeris ingår i släktet Gibbosa och familjen stävmalar. Inga underarter finns listade i Catalogue of Life.